# Mordella albosparsa
Mordella albosparsa là một loài bọ cánh cứng trong họ Mordellidae. Loài này được Gemminger miêu tả khoa học năm 1870.